# 14 iulie
ianuarie • februarie • martie  • aprilie  • mai  • iunie  • iulie  • august  • septembrie  • octombrie  • noiembrie  • decembrie
14 iulie este a 195-a zi a calendarului gregorian și a 196-a zi în anii bisecți. Mai sunt 170 de zile până la sfârșitul anului.

## Evenimente

1789: Căderea Bastiliei a marcat începutul Revoluției franceze.

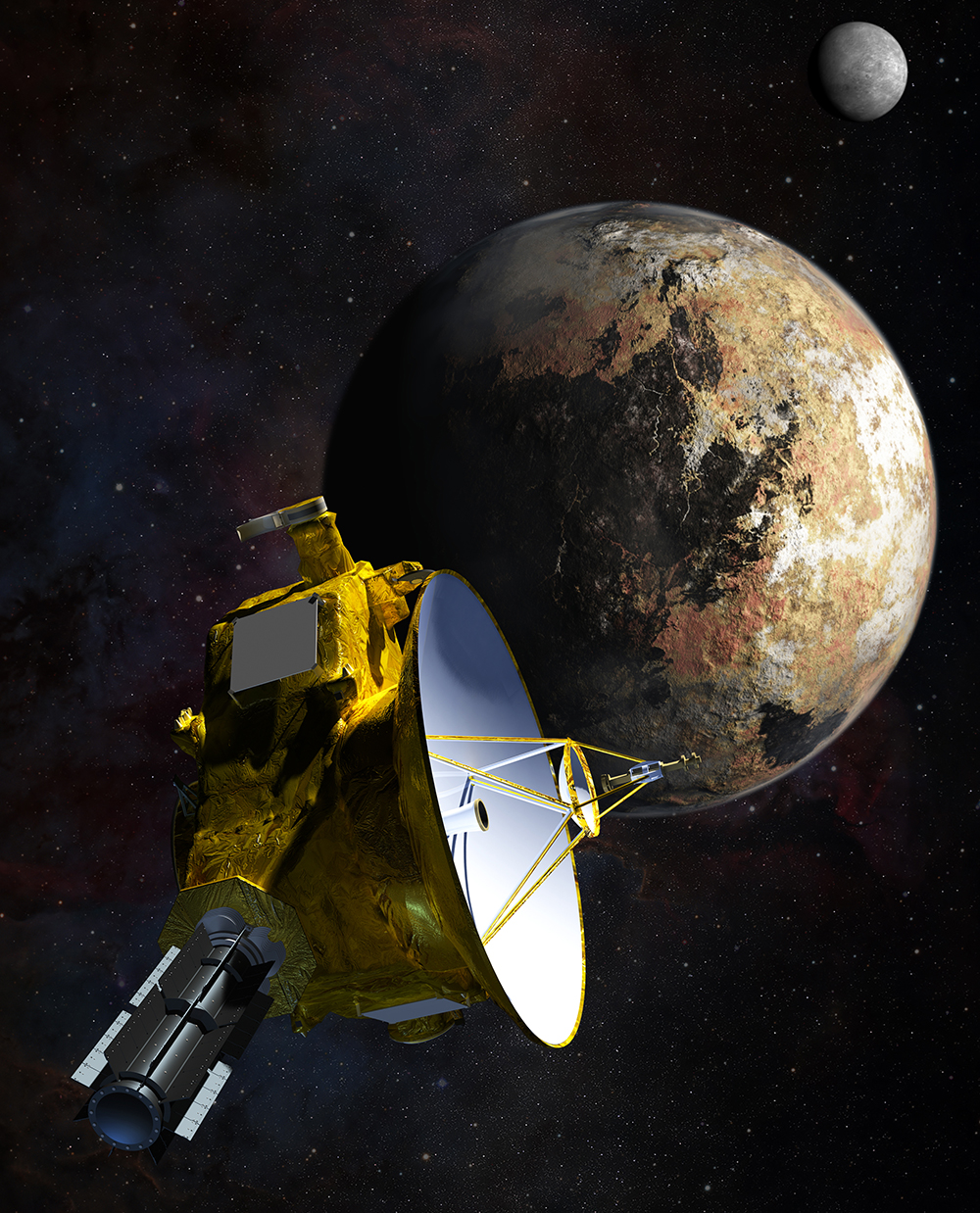
2015: Sonda spațială New Horizons, lansată de NASA în 2006, a trecut în cel mai apropiat punct de planeta pitică Pluto. După o călătorie de 5 miliarde de kilometri, New Horizons a trecut la doar 12.430 km de Pluto. Foto - impresie artistică a întâlnirii New Horizons cu sistemul Pluto–Charon.

- 0982: Regele Otto al II-lea și armata sa francă sunt învinși de armata musulmană a lui al-Qasim la Capul Colonna, în sudul Italiei.[1]
- 1223: Ludovic al VIII-lea devine rege al Franței după moartea tatălui său, Filip al II-lea.[2]
- 1456: Lupta navală de la Slankamen (pe Dunăre); flota guvernatorului Ioan de Hunedoara înfrânge flota turcă și reușește să trimită ajutoare în trupe, arme și alimente celor asediați la Belgrad.
- 1582: A fost tipărită Palia de la Orăștie, prima traducere românească cărților „Genezei“ și „Exodului“. Demersul a fost realizat în contextul reformei protestante, cu sprijinul financiar al unor nobili reformați. Lucrarea a fost tipărită la Orăștie de meșterul-tipograf Șerban, fiul diaconului Coresi.
- 1700: A fost semnat Tratatul de pace de la Constantinopol între Rusia și Turcia, prin care Marea Azov a fost atribuită Rusiei.
- 1789: Căderea Bastiliei a marcat începutul Revoluției franceze.
- 1861: La Baden-Baden, regele prusac Wilhelm I este rănit ușor într-o tentativă de asasinat.
- 1865: Prima ascensiune a vârfului Matterhorn de către expediția condusă de exploratorul britanic Edward Whymper. La întoarcere, patru dintre ei au murit.[3]
- 1874: Incendiul din Chicago din 1874 arde 47 de acri din oraș, distrugând 812 clădiri, omorând 20 de persoane și determinând industria asigurărilor împotriva incendiilor să ceară reforme municipale din partea consiliului municipal din Chicago.[4]
- 1902: Exploratorul și fermierul peruvian Agustín Lizárraga descoperă Machu Picchu, „Orașul pierdut al incașilor”.[5]
- 1933: Într-un decret numit Gleichschaltung, Adolf Hitler desființează toate partidele politice germane, cu excepția naziștilor.[6]
- 1933: Programul nazist de eugenie începe cu proclamarea Legii pentru prevenirea descendenților cu boli ereditare, care impune sterilizarea obligatorie a oricărui cetățean care suferă de presupuse tulburări genetice.[7]
- 1947: Afacerea Tămădău : Un grup de zece conducători ai PNȚ, în frunte cu Ion Mihalache, vicepreședinte, Nicolae Penescu, secretar general, și Nicolae Carandino, director la ziarul „Dreptatea“, a fost arestat pe aeroportul din Tămădău, la 46 de km de București, sub acuzația de „fugă într-o țară străină“.
- 1965: Mariner 4 zboară în apropiere de Marte și face primele fotografii de aproape ale unei alte planete. Fotografiile au nevoie de aproximativ șase ore pentru a fi transmise înapoi pe Pământ.[8]
- 1969: În Statele Unite sunt retrase oficial din circulație bancnotele de 500$, 1000$, 5000$ și 10000$.
- 2000: Camera superioară a Parlamentului german (Bundesrat) a aprobat, la Berlin, un proiect de lege, lansat de cancelarul federal, Gerhard Schroeder, privind acordarea de vize de lucru informaticienilor din afara Uniunii Europene (UE).
- 2002: Președintele francez Jacques Chirac scapă neatins dintr-o tentativă de asasinat în timpul festivităților de Ziua Bastiliei pe Champs-Élysées.[9]
- 2015: Sonda spațială New Horizons, lansată de NASA în 2006, a trecut în cel mai apropiat punct de planeta pitică Pluto. După o călătorie de 5 miliarde de kilometri, New Horizons a trecut la doar 12.430 km de Pluto, la ora 11,49 GMT. "Întâlnirea" este considerată de specialiști principalul eveniment spațial al anului 2015.[10][11][12]
- 2015: Oamenii de știință de la Centrul European de Cercetări Nucleare din Geneva au anunțat descoperirea unei noi particule subatomice numită pentaquark. Existența acestui tip de particulă a fost prezisă din 1964 de fizicienii Murray Gell Mann și George Zweig.[13]
- 2016: Un bărbat a intrat cu un camion într-o sărbătoare de Ziua Bastiliei în Nisa, Franța, omorând 86 de persoane și rănind alte 434 înainte de a fi împușcat de poliție.[14]

## Nașteri
- 1454: Poliziano, poet italian (d. 1494)
- 1602: Jules Mazarin, diplomat și cardinal francez (d. 1661)
- 1610: Ferdinando al II-lea de' Medici, Mare Duce de Toscana (d. 1670)
- 1623: Hedwig Sophie de Brandenburg, regentă de Hesse-Kassel (d. 1683)
- 1743: Gavrila Derjavin, poet rus (d. 1816)

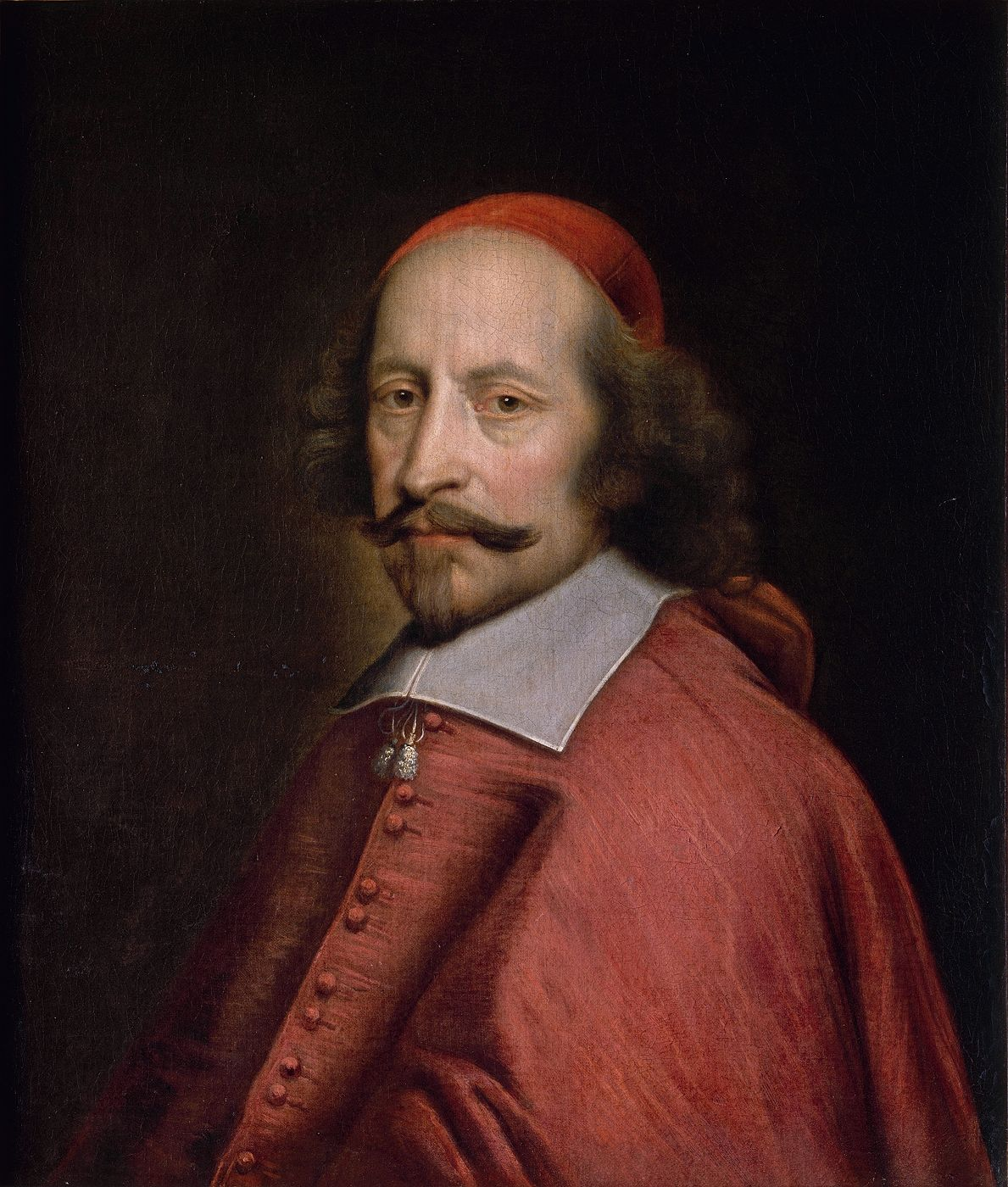
Jules Mazarin, diplomat și cardinal francez
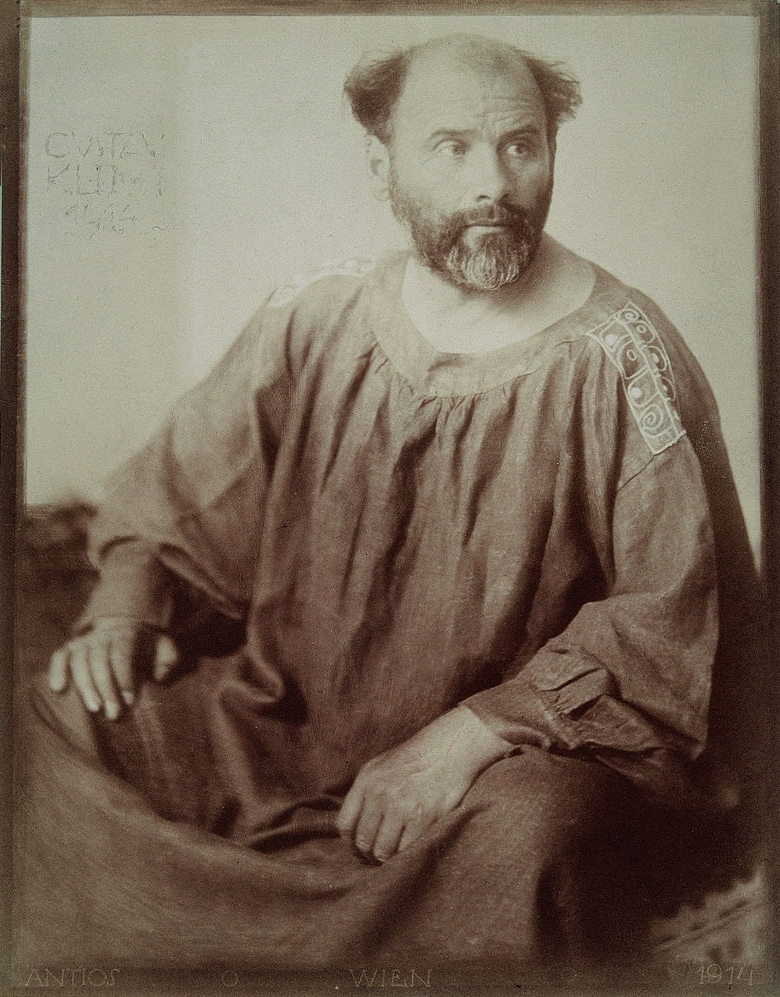
Gustav Klimt, pictor austriac
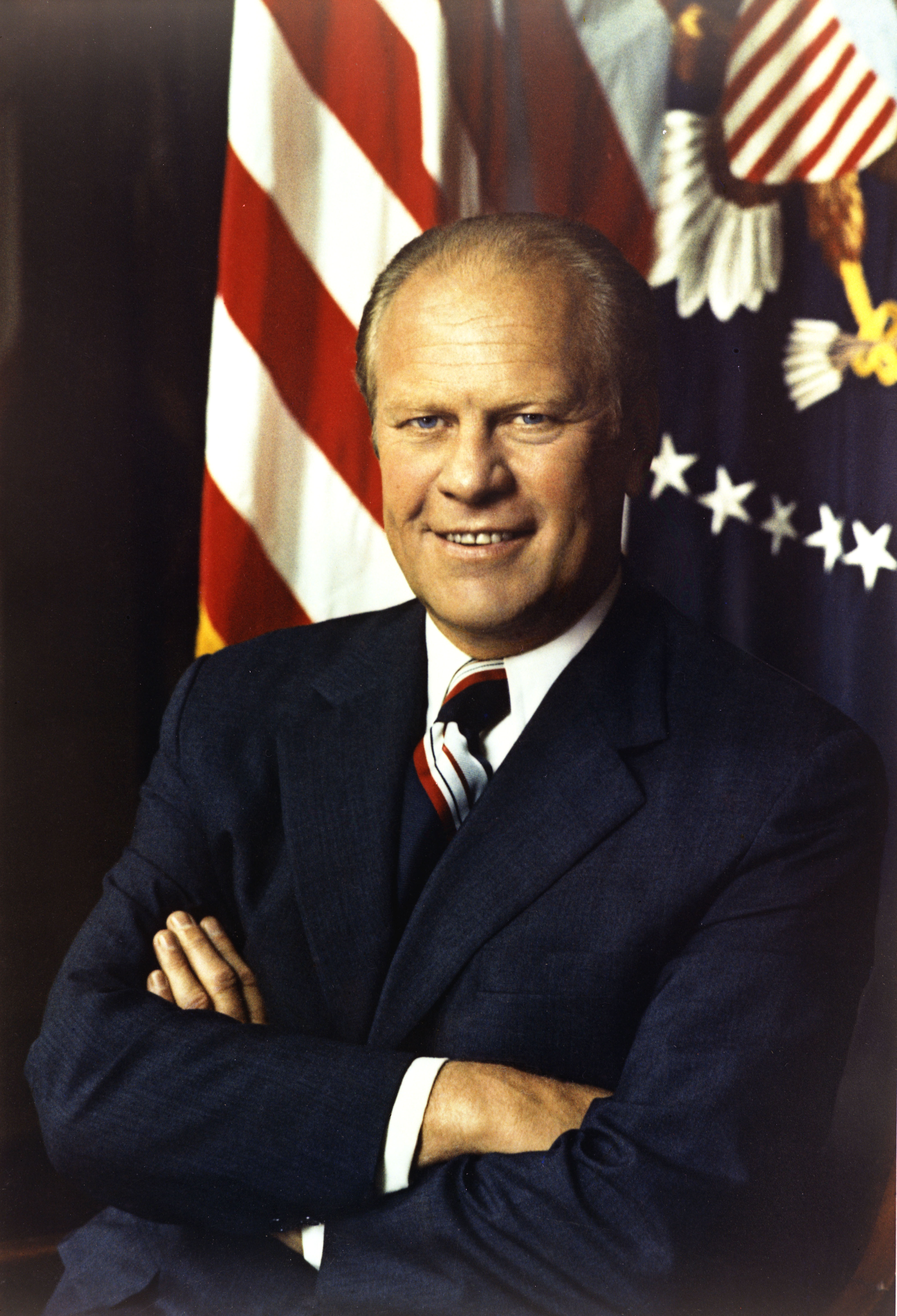
Gerald Ford, al 38-lea președinte al SUA

- 1785: Stéphanie de Virieu, pictoriță și sculptoriță franceză (d. 1873)
- 1793: George Green, matematician și fizician britanic (d. 1841)
- 1801: Johannes Peter Müller, fiziolog german (d. 1858)
- 1816: Arthur de Gobineau, aristocrat, om de litere francez (d. 1882)
- 1824: Károly Ács (cel bătrân), scriitor, poet și traducător maghiar (d. 1894)
- 1858: Emmeline Pankhurst, radical-feministă britanică (d. 1928)
- 1862: Gustav Klimt, pictor austriac (d. 1918)
- 1869: Pierre Marcel-Béronneau, pictor francez (d. 1937)
- 1883: Alexandru Zirra, compozitor român (d. 1946)
- 1889: Ante Pavelić, politician și naționalist croat (d. 1959)
- 1897: Marieta Sadova-Sadoveanu, actriță română (d. 1981)
- 1910: William Hanna, co-președinte și co-fondator al studiourilor "Hanna Barbera" (d. 2001)
- 1912: Woody Guthrie, cîntăreț american de folk (d. 1967)
- 1913: Gerald Ford, politician american, al 38-lea președinte al Statelor Unite (d. 2006)
- 1916: Natalia Ginzburg, scriitoare italiană (d. 1991)
- 1918: Ingmar Bergman, regizor suedez (d. 2007)
- 1919: Lino Ventura, actor francez de origine italiană (d. 1987)
- 1921: Geoffrey Wilkinson, chimist britanic, laureat al premiului Nobel (d. 1996)
- 1932: Gheorghe Iliescu-Călinești, sculptor român (d. 2002)
- 1932: Prințesa Margarita de Baden (d. 2013)

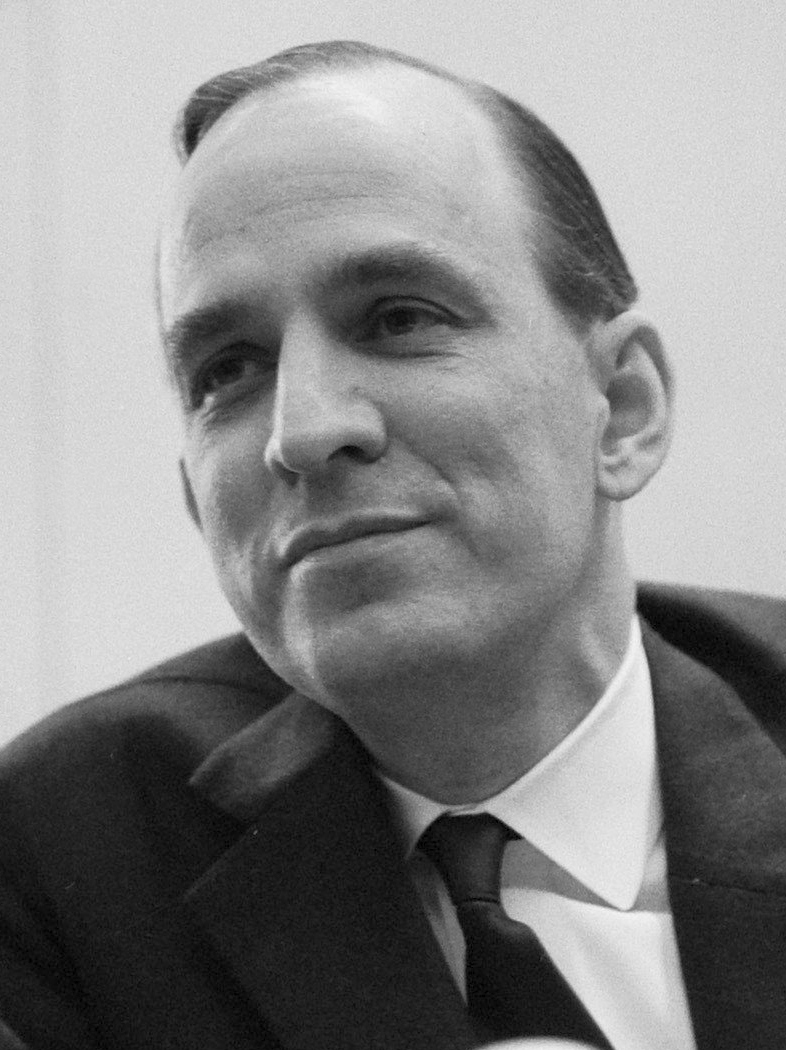
Ingmar Bergman, regizor suedez
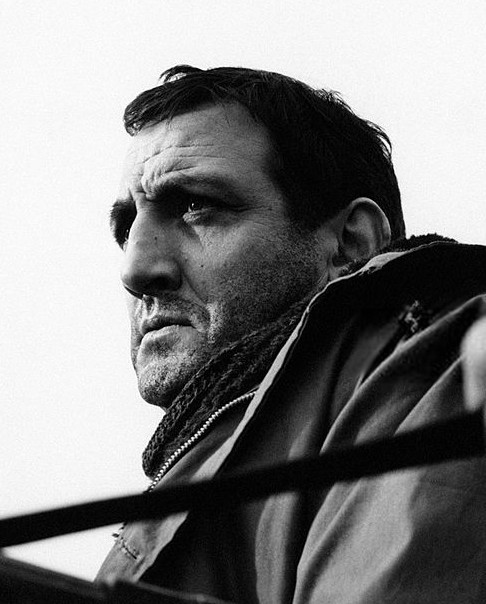
Lino Ventura, actor italo-francez
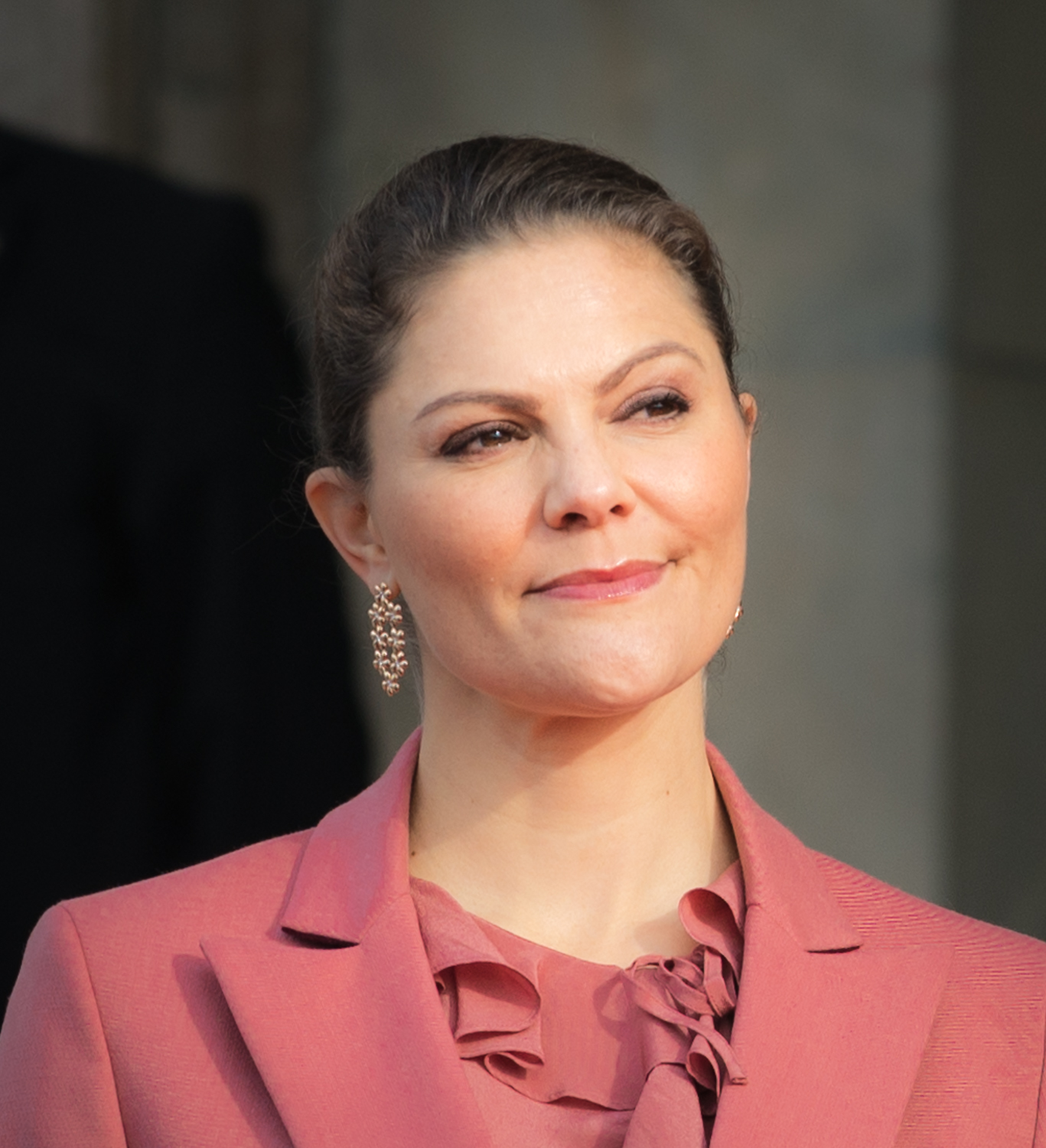
Victoria, prințesă a Suediei

- 1933: Franz, Duce de Bavaria
- 1935: Ei-ichi Negishi, chimist japonez (Negishi-Kupplung), laureat al premiului Nobel (d. 2021)
- 1939: Karel Gott, muzician din Cehia (d. 2019)
- 1941: George Anania, scriitor român de literatură științifico-fantastică (d. 2013)
- 1942: Javier Solana, politician spaniol
- 1948: Vasile Silvian Ciupercă, politician român (d. 2022)
- 1958: Mircea Geoană, politician român, secretar general adjunct NATO
- 1967: Mădălina Manole, solistă vocală, compozitoare și instrumentistă română (d. 2010)
- 1967: Jeff Jarrett, wrestler american
- 1971: Howard Melton Webb, arbitru englez de fotbal
- 1975: Amy Acuff, atletă americană
- 1975: Fabian Anton, jurnalist și editor român
- 1977: Victoria, Prințesă Moștenitoare a tronului Suediei, fiica regelui Carl XVI Gustaf
- 1981: Matti Hautamäki, schior finlandez
- 1984: Samir Handanovič, fotbalist slovac
- 1987: Sara Canning, actriță canadiană

## Decese
- 0937: Arnulf, Duce de Bavaria
- 1223: Regele Filip al II-lea al Franței (n. 1165)
- 1711: Johan Willem Friso, Prinț de Orania (n. 1687)
- 1827: Jean Augustin Fresnel, fizician francez (n. 1788)
- 1881: Billy the Kid, tâlhar și infractor american din Vestul Sălbatic (n. 1859)
- 1887: Alfred Krupp, industriaș și inventator german (n. 1812)
- 1901: Maria Isabella, Prințesă de Toscana, contesă de Trapani (n. 1834)
- 1904: Paul Kruger, om politic sud-african și președinte de stat (n. 1825)

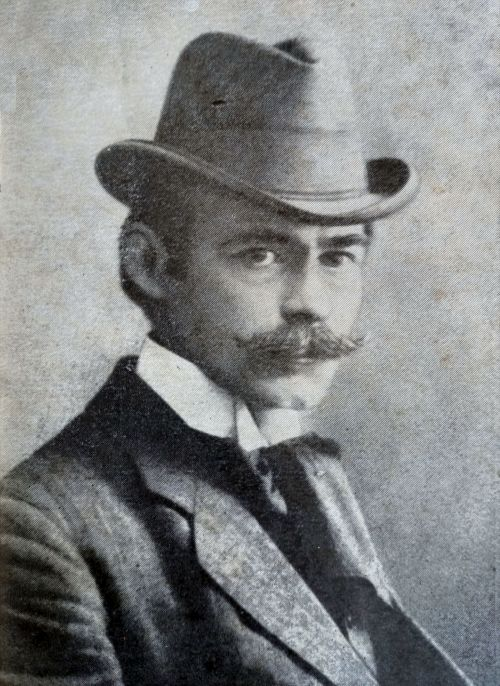
Dimitrie Paciurea, sculptor român
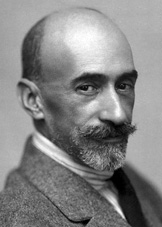
Jacinto Benavente, dramaturg spaniol, laureat Nobel
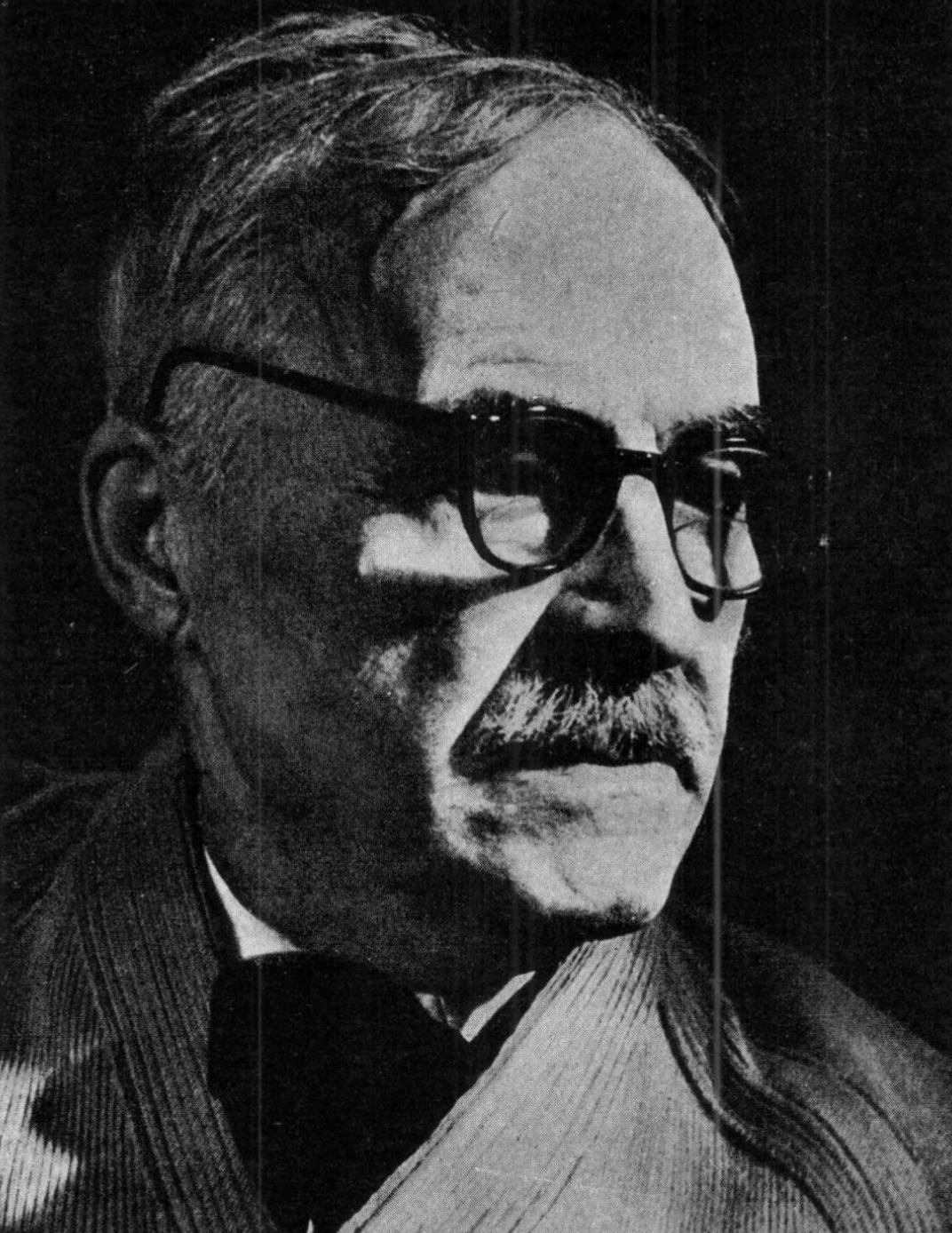
Tudor Arghezi, poet român

- 1914: Carol Telbisz,  jurist român, primar al municipiului Timișoara (n. 1843)
- 1917: Luise Margarete a Prusiei, ducesă de Connaught și Strathearn (n. 1860)
- 1932: Dimitrie Paciurea, sculptor, grafician, acuarelist și profesor român  (n. 1873)
- 1933: Raymond Roussel, scriitor, dramaturg și poet francez (n. 1877)
- 1939: Neculai Costăchescu, chimist și om politic român, membru de onoare al Academiei Române (n. 1876)
- 1954: Moisei Gamburd, pictor român (n. 1903)
- 1954: Jacinto Benavente, dramaturg spaniol, laureat al Premiului Nobel (n. 1866)
- 1964: Prințul Axel al Danemarcei, nepot al regelui Christian al IX-lea al Danemarcei (n. 1888)
- 1965: Matila Ghyka diplomat și scriitor român (n. 1881)
- 1967: Tudor Arghezi (Ion N. Theodorescu), poet, scriitor și publicist român (n. 1880)
- 1987: Mihail Fărcășanu politician și scriitor român
- 1993: Léo Ferré,  poet, muzician și cântăreț franco-monegasc (n. 1916)
- 1999: Maria Banuș, poetă română (n. 1914)
- 2002: Henri Wald, filosof raționalist român, elev al profesorului Mircea Florian (n. 1920)
- 2010: Mădălina Manole, solistă vocală, compozitoare și instrumentistă română (n. 1967)

## Sărbători
- Sărbători religioase
  - Sf. Camillo de Lellis, călugăr italian al ordinului capucinilor (calendar catolic)
- Zi onomastică
  - Roland
- Sărbători naționale
  - Franța: Ziua națională a Franței (1789)
  - România: Ziua transmisioniștilor militari